# Busstation Leeuwarden
Het busstation van Leeuwarden ligt aan de westzijde van station Leeuwarden. Van het busstation aan de Zuidersingel vertrekken stads- en streekbussen en Qliners. Het stads- en streekvervoer wordt verzorgd door Qbuzz. Het stationsgebied is het OV-knooppunt van de provincie Friesland.

## Geschiedenis
In 1990 werd het busstation, gebouwd naar ontwerp van Chris Vegter, geopend. Het oude FRAM-busstation werd daarna gesloopt. In juli 2016 werd het bouwwerk uit 1990 afgebroken.
In 2016 werd het busstation vernieuwd. Het heeft 15 haltes (A-O) waar 24 bussen kunnen vertrekken. De wachtplek is 72 meter lang. De eerste stadsbussen vertrokken op 13 november en de eerste streekbussen vertrokken op 11 december 2016.

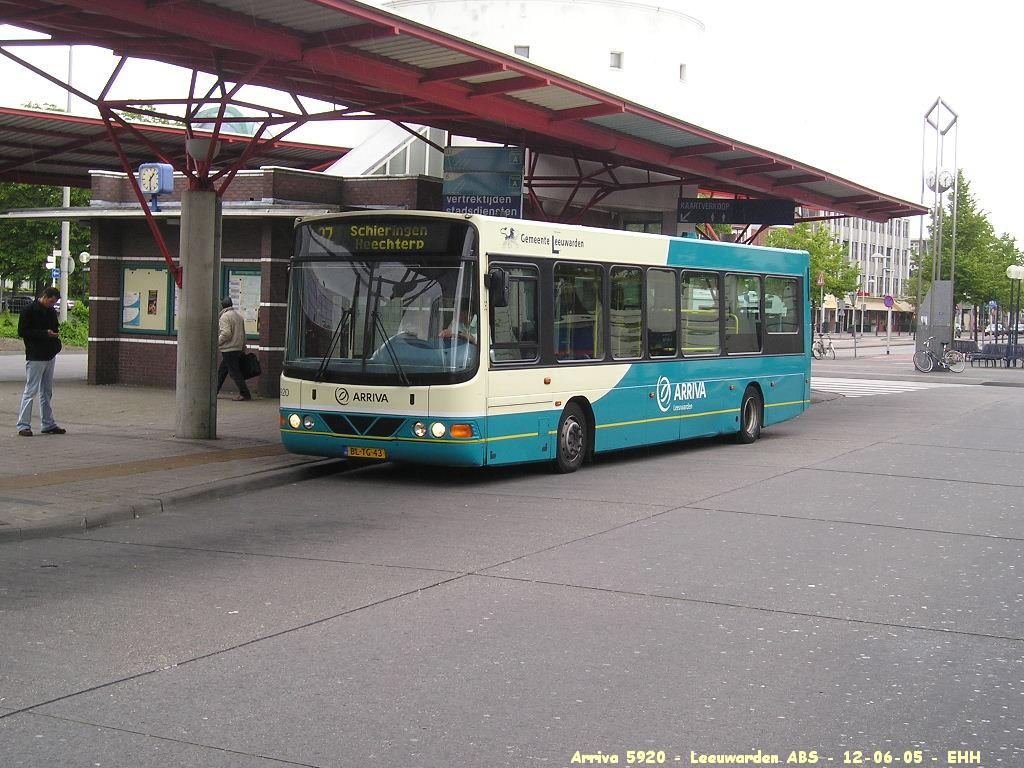
Het oude busstation in 2005